# Carlos de Bourbon, Duque de Vendôme
Carlos de Bourbon, duque de Vendôme (Castelo de Vendôme, 2 de junho de 1489 – Amiens, 25 de março de 1537), filho de Francisco de Bourbon e de Maria de Luxemburgo.
Em 1514, ele foi nomeado como um pariato da França e elevado de conde de vendôme a duque de Vendôme. Foi um fiel seguidor e Francisco I de França e participou na Batalha de Marignano em 1515. Após 1525, enquanto o Rei era mantido em cativeiro, foi Carlos um membro do concelho regencial. Sua mãe administrou suas terras durante esse período.

## Descendência
Em 18 de maio de 1513, casou-se com Francisca de Alençon, duquesa de Beaumont, viúva de Francisco II de Orleães-Longueville. O casal teve treze filhos:
1. Luís (Louis) (1514-1516), conde de Marle;
2. Maria (Marie) (1515-1538);
3. Margarida (Marguerite) (1516-1589), casou com Francisco I de Clèves , duque de Nevers;
4. António (Antoine) (1518-1562), duque de Vendôme, rei consorte de Navarra, com geração;
5. Francisco (François) (1519-1546), conde de Enghien;
6. Madalena (Madeleine) (1521-1561), abadessa em Poitiers;
7. Luís (Louis) (1522-1525);
8. Carlos (Charles) (1523-1590), Cardeal, Arcebispo de Rouen (dito Carlos X pela Liga)
9. Catarina (Catherine) (1525-1594), abadessa em Soissons;
10. Renata (Renée) (1527-1583), abadessa em Chelles;
11. João (Jean) (1528-1557), Conde de Soissons e duque de Estouteville, sem geração;
12. Luís (Louis) (1530-1569), Príncipe de Condé, com geração;
13. Leonor (Éléonore) (1532-1611), abadessa de Fontevraud.